# Lijia Zhang
Lijia Zhang (Nanchino, 1º maggio 1964) è una scrittrice e giornalista cinese.

## Biografia
Si descrive come una comunicatrtice tra la Cina e il mondo, e ed ha parlato a conferenze sulla Cina contemporanea, nonché tenuto conferenze in molte università, tra cui Stanford e Harvard e l'Università di Sydney.
All'inizio della carriera voleva diventare una scrittrice. All'età di 16 anni ha dovuto iniziare a lavorare in una fabbrica invece di concludere la carriera scolastica. Durante il decennio presso lo stabilimento ha insegnato inglese.
Nel 2003 ha potuyo partecipare alla Goldsmiths, Università di Londra, per studiare scrittura creativa. I suoi articoli sono stati pubblicati in molti giornali e riviste. È stata co-autrice di China Remembers (OUP, 1999) e il suo libro Socialismo è grande!: memorie di un'operaia della Nuova Cina, pubblicato in Italia da Cooper nel 2009, edito originariamente da Atlas & Co. e Random House ed è stato tradotto in sette lingue.
È stata oggetto di un documentario televisivo della BBC Peschardt's People, promosso dal Dipartimento di Stato degli Stati Uniti.
È ospite regolare su ABC, BBC e CNN.

## Vita privata
Zhang è sposata con Calum MacLeod, un reporter di USA Today. Attualmente vive a Pechino con le sue due figlie.

## Opere
- Socialismo è grande!: memorie di un'operaia della Nuova Cina (traduzione di Simona Garavelli; Cooper, Roma, 2009) ISBN 978-88-7394-138-5